# Freeride Mountain Bike World Tour
Pour les articles homonymes, voir FMB.
Le Freeride Mountain Bike World Tour (ou FMB World Tour) est une compétition de VTT freeride qui a vu le jour en 2010, et qui regroupe des disciplines comme le Slopestyle, le Dirt Jumping ou encore le Park. Le VTT freeride a maintenant sa propre série mondiale au même titre que le surf avec l'ASP World Tour et le ski et le snowboard avec le Freeride World Tour.

## Historique
Après plusieurs années de reflexion et le développement dans beaucoup de pays de compétitions de VTT alternatif surtout de VTT freeride et de VTT Dirt (comme le Wall Ride Tour en France), une compétition mondiale est née regroupant les plus grands événements déjà existants,.

## Description
La Freeride Mountain Bike Association homologue les différentes épreuves qui font partie du FMB World Tour dans 4 catégories différentes: Diamond, Gold, Silver et Bronze. Le Championnat du Monde de Slopestyle (SWC) des Crankworx est le plus haut échelon du sport Slopestyle et détermine le champion du monde annuel. Les athlètes doivent participer aux épreuves pour accumuler des points pour le Classement Mondial FMB, afin de pouvoir se qualifier pour le SWC et les évènements Diamond. Le système de classement prend en compte les trois meilleurs résultats de chaque athlète au cours des 52 dernières semaines. Le classement mondial FMB inclut tous les athlètes licenciés FMB World Tour.
- Attributions des points par épreuve suivant les catégories :

| Catégorie | Place | Place | Place | Place | Place  | Place | Place  | Place  | Place  | Place  |
| Catégorie | 1er   | 2e    | 3e    | 4e    | 5e     | 6e    | 7e     | 8e     | 9e     | 10e    |
| --------- | ----- | ----- | ----- | ----- | ------ | ----- | ------ | ------ | ------ | ------ |
| Diamond   | 1000  | 900   | 800   | 720   | 656    | 600   | 552    | 512    | 476    | 467.8  |
| Gold      | 600   | 540   | 480   | 432   | 393.60 | 360   | 331.20 | 307.20 | 285.60 | 265.20 |
| Silver    | 300   | 270   | 240   | 216   | 196.80 | 180   | 165.60 | 153.60 | 142.80 | 132.60 |
| Bronze    | 150   | 135   | 120   | 108   | 98.40  | 90    | 82.80  | 76.80  | 71.40  | 66.30  |
|           |       |       |       |       |        |       |        |        |        |        |

## Saison 2010

### Participants saison 2010
Pour cette année 2010, 52 riders ont été choisis. Ils ne sont pas obligés de participer à toutes les épreuves. Les épreuves sont également ouvertes à d'autres coureurs Pros, mais ceux-ci ne marquent pas de points (comme les wilcards à l'ASP World Tour en surf).
Les 52 riders choisis pour 2010 représentent les États-Unis (14 représentants), le Canada (12), l'Allemagne (8), le Royaume-Uni (5), et la Suède (3), l'Autriche (3), la République tchèque (2), la France (1), la Pologne (1), la Belgique (1), la Nouvelle-Zélande (1), Slovénie (1).

### Calendrier et résultats saison 2010
| N° | Date                    | Lieu                          | Pays       | Compétition                                | Niveau | Vainqueur                 |
| -- | ----------------------- | ----------------------------- | ---------- | ------------------------------------------ | ------ | ------------------------- |
| 1  | 10 avril - 11 avril     | Vienne                        | Autriche   | Vienna Air King                            | Silver | Sam Pilgrim Royaume-Uni   |
| 2  | 13 mai - 16 mai         | Montpellier, Hérault          | France     | FISE Sloopstyle                            | Silver | Sam Pilgrim Royaume-Uni   |
| 3  | 21 mai - 24 mai         | Winterberg                    | Allemagne  | Dirt Masters Mongoose Slopestyle           | Bronze | Sam Pilgrim Royaume-Uni   |
| 4  | 28 mai - 29 mai         | Linz                          | Autriche   | Adidas Year                                | Bronze | Sam Pilgrim Royaume-Uni   |
| 5  | 3 juin - 6 juin         | Vail, Colorado                | États-Unis | Teva Mountain Games Slopestyle             | Silver | Eric Laurenuck Canada     |
| 6  | 9 juin - 13 juin        | Balatonfüred-Tihany           | Hongrie    | Monster Dirt Contest at Balaton Bike Fest  | Bronze | Szymon Godziek Hongrie    |
| 7  | 24 juin - 27 juin       | Leogang                       | Autriche   | 26TRIX at the Out of Bound Festival        | Gold   | Cameron McCaul États-Unis |
| 8  | 2 juillet - 4 juillet   | Châtel, Haute-Savoie          | France     | Chatel Mountain Style                      | Gold   | Brandon Semenuk Canada    |
| 9  | 3 juillet               | Lublin                        | Pologne    | LubliGodziek Szymonn Off the Track         | Bronze | Godziek Szymon Pologne    |
| 10 | 9 juillet - 11 juillet  | Creston, Colombie-Britannique | Canada     | Goatstyle                                  | Silver | Watts Greg États-Unis     |
| 11 | 9 juillet - 11 juillet  | Saalbach                      | Autriche   | Air Strike at the DaKine Freeride Festival | Silver | Amir Kabbani Allemagne    |
| 12 | 10 juillet - 11 juillet | BikeRadar Live, Kent          | Angleterre | MBUK Invitational Dirt Jump Contest        | Silver | Sam Pilgrim Royaume-Uni   |

### Podium saison 2010[12]
| N° | Rider             | Nationalité | Points      |
| -- | ----------------- | ----------- | ----------- |
| 1  | Cam Zink          | États-Unis  | 2948,15 pt  |
| 2  | Brandon Semenuk   | Canada      | 2932,5 pt   |
| 3  | Darren Berrecloth | Canada      | 2626,1 pt   |
| 4  | Yannick Granieri  | France      | 2567,5 pt   |
| 5  | Martin Söderström | Suède       | 2477,8 pt   |
| 6  | Sam Pilgrim       | Royaume-Uni | 2351,85 pt  |
| 7  | Greg Watts        | États-Unis  | 2220,55 pt  |
| 8  | Cameron McCaul    | États-Unis  | 2192,55 pt  |
| 9  | Casey Groves      | Canada      | 3038,85 pt  |
| 10 | Amir Kabbani      | Allemagne   | 2100,025 pt |

## Saison 2011

### Participants saison 2011
Pour la saison 2011, 57 riders ont été choisis.

Ils sont originaires de 14 pays : le Canada (14 représentants), l'Allemagne (11 représentants), les États-Unis (7 représentants), la Grande-Bretagne (5 représentants), l'Autriche (4 représentants), la Suède (4 représentants), la France (3 représentants), la Pologne (2 représentants), la République tchèque (2 représentants). La Belgique, l'Espagne, la Nouvelle-Zélande, la Russie et la Suisse n'ont qu'un représentant.

### Calendrier et résultats saison 2011[13]
| N° | Date                        | Lieu                            | Pays               | Compétition                                | Niveau  | Vainqueur                 |
| -- | --------------------------- | ------------------------------- | ------------------ | ------------------------------------------ | ------- | ------------------------- |
| 1  | 2 avril - 3 avril           | Vienne                          | Autriche           | Vienna Air King                            | Silver  | Sam Pilgrim Royaume-Uni   |
| 2  | 9 avril - 10 avril          | Thoune                          | Suisse             | Rocket Air                                 | Silver  | Sam Pilgrim Royaume-Uni   |
| 3  | 7 mai - 8 mai               | Grand Junction (Colorado)       | États-Unis         | Ranchstyle                                 | Silver  | Greg Watts États-Unis     |
| 4  | 4 juin - 5 juin             | Winterberg                      | Allemagne          | SKS Slopestyle                             | Silver  | Martin Söderström Suède   |
| 5  | 4 juin - 5 juin             | Montpellier                     | France             | FISE                                       | Silver  | Sam Pilgrim Royaume-Uni   |
| 6  | 10 juin - 12 juin           | Victoria (Colombie-Britannique) | Canada             | Jump Ship                                  | Silver  | Brandon Semenuk Canada    |
| 7  | 18 juin                     | Leogang                         | Autriche           | 26TRIX fueled by Monster Energy            | Gold    | Brandon Semenuk Canada    |
| 8  | 24 juin - 26 juin           | Balatonfüred-Tihany             | Hongrie            | Balaton Bike Fest                          | Bronze  | Sam Reynolds Royaume-Uni  |
| 9  | 23 juin - 26 juin           | Millau                          | France             | Natural Games                              | Bronze  | Frédéric Austruy France   |
| 10 | 25 juin                     | Jelenia Góra                    | République tchèque | Dirt Town Jelenia                          | Bronze  | Sam Pilgrim Royaume-Uni   |
| 11 | 25 juin - 26 juin           | Highland Mountain Bike Park     | États-Unis         | Claymore Challenge                         | Gold    | Brandon Semenuk Canada    |
| 12 | 30 juin                     | Westendorf                      | Autriche           | Urban Bike Challenge                       | Bronze  | Niki Leitner Autriche     |
| 13 | 1er juillet - 3 juillet     | Châtel                          | France             | Chatel Mountain Style                      | Gold    | Cam Zink États-Unis       |
| 14 | 8 juillet - 10 juillet      | Saalbach                        | Autriche           | Air Strike at the DaKine Freeride Festival | Silver  | Amir Kabbani Allemagne    |
| 15 | 22 juillet - 23 juillet     | Whistler (Colombie-Britannique) | Canada             | Red Bull Joyride at Crankworx Kokanee      | Diamond | Brandon Semenuk Canada    |
| 16 | 23 juillet - 24 juillet     | Munich                          | Allemagne          | Go Big or Go Home                          | Silver  | Szymon Godziek Pologne    |
| 17 | 28 juillet - 31 juillet     | Trestle Bike Park               | États-Unis         | Crankworx Colorado                         | Gold    | Cameron McCaul États-Unis |
| 18 | 6 août - 7 août             | Mount Washington Bike Park      | Canada             | Bearclaw Invitational                      | Gold    | Brandon Semenuk Canada    |
| 19 | 11 août - 13 août           | Creston, Colombie-Britannique   | Canada             | Goatstyle                                  | Silver  | Annulé                    |
| 20 | 10 septembre - 11 septembre | Nuremberg                       | Allemagne          | District Ride                              | Diamond | Sam Pilgrim Royaume-Uni   |

### Podium saison 2011[14]
| N° | Rider             | Nationalité | Points     |
| -- | ----------------- | ----------- | ---------- |
| 1  | Brandon Semenuk   | Canada      | 4090 pt    |
| 2  | Cam Zink          | États-Unis  | 3439,50 pt |
| 3  | Sam Pilgrim       | Royaume-Uni | 3348,75 pt |
| 4  | Anthony Messere   | Canada      | 2991,50 pt |
| 5  | Martin Söderström | Suède       | 2882,50 pt |
| 6  | Cameron McCaul    | États-Unis  | 2845,15 pt |
| 7  | Yannick Granieri  | France      | 2816,10 pt |
| 8  | Greg Watts        | États-Unis  | 2797,83 pt |
| 9  | Darren Berrecloth | Canada      | 2601,15 pt |
| 10 | Kurtis Sorge      | Canada      | 2548,33 pt |

## Saison 2012

### Participants saison 2012
Pour cette année 2012, 105 riders ont été choisis.

Ils sont originaires de 20 pays : le Canada (31 représentants), les États-Unis (16 représentants), l'Allemagne (14 représentants), la Suède (8 représentants), la Grande-Bretagne (6 représentants), la France (5 représentants), l'Autriche (5 représentants), l'Espagne (3 représentants), la République tchèque (3 représentants), la Suisse (3 représentants), la Pologne (2 représentants). L'Argentine, l'Australie, la Belgique, la Finlande, la Hongrie, l'Italie, la Norvège, la Nouvelle-Zélande et la Russie n'ont qu'un représentant.

### Calendrier et résultats saison 2012
| N° | Date                    | Lieu                            | Pays               | Compétition                                          | Niveau  | Vainqueur                               |
| -- | ----------------------- | ------------------------------- | ------------------ | ---------------------------------------------------- | ------- | --------------------------------------- |
| 1  | 31 mars - 1er avril     | Vienne                          | Autriche           | Vienna Air King                                      | Silver  | Sam Pilgrim Royaume-Uni                 |
| 2  | 13 avril - 14 avril     | Thoune                          | Suisse             | Rocket Air                                           | Silver  | Martin Söderström Suède                 |
| 3  | 21 avril - 22 avril     | Monterey (Californie)           | États-Unis         | College Cyclery Rain or Shine Jam                    | Bronze  | Martin Söderström Suède                 |
| 4  | 28 avril                | Riva del Garda                  | Italie             | King of Dirt                                         | Bronze  | Andi Wittmann Allemagne                 |
| 5  | 27 avril - 29 avril     | Bend (Oregon)                   | États-Unis         | UDUG                                                 | Bronze  | Cameron McCaul États-Unis               |
| 6  | 4 mai - 6 mai           | Grand Junction (Colorado)       | États-Unis         | Ranchstyle                                           | Silver  | Anthony Messere Canada                  |
| 7  | 6 mai                   | Soleure                         | Suisse             | Bikedays Solothurn                                   | Bronze  | Daniel Tünte Allemagne                  |
| 8  | 5 mai - 7 mai           | Wellingborough                  | Royaume-Uni        | King of Dirt - X-Fest                                | Bronze  | Annulé en raison de la météo            |
| 9  | 16 mai - 20 mai         | Montpellier                     | France             | FISE                                                 | Gold    | Sam Pilgrim Royaume-Uni                 |
| 10 | 17 mai - 20 mai         | Winterberg                      | Allemagne          | Red Bull Berg Line at iXS Dirtmasters                | Gold    | Andreu Lacondeguy Espagne               |
| 11 | 24 mai - 26 mai         | Leogang                         | Autriche           | 26TRIX fueled by Monster Energy                      | Gold    | Thomas Genon Belgique                   |
| 12 | 1er juin - 3 juin       | Brno                            | République tchèque | Bastr Bastards                                       | Bronze  | Tomáš Zejda Dartmoor République tchèque |
| 13 | 15 juin - 17 juin       | Balatonfüred-Tihany             | Hongrie            | Balaton Bike Fest                                    | Silver  | Sam Pilgrim Royaume-Uni                 |
| 14 | 16 juin                 | Willingen                       | Allemagne          | Scott on Air                                         | Bronze  | Pavel Alekhin Russie                    |
| 15 | 23 juin                 | Maribor                         | Slovénie           | Den Devils                                           | Bronze  | Andras Horvath Hongrie                  |
| 16 | 22 juin - 24 juin       | Victoria (Colombie-Britannique) | Canada             | Jump Ship                                            | Silver  | Brandon Semenuk Canada                  |
| 17 | 28 juin                 | Westendorf                      | Autriche           | Urban Bike Challenge                                 | Bronze  | Alfred Scholtze Autriche                |
| 18 | 29 juin                 | Millau                          | France             | Natural Games                                        | Bronze  | Loïck Estève France                     |
| 19 | 1er juillet             | Newmarket (Ontario)             | Canada             | Havok Jam                                            | Bronze  | Brett Rheeder Canada                    |
| 20 | 6 juillet - 7 juillet   | Saalbach                        | Autriche           | Air Strike at the DaKine Freeride Festival           | Silver  | Thomas Genon Belgique                   |
| 21 | 6 juillet - 8 juillet   | Châtel                          | France             | Chatel Mountain Style                                | Gold    | Brandon Semenuk Canada                  |
| 22 | 13 juillet - 14 juillet | Les Deux Alpes                  | France             | Crankworx Les 2 Alpes Slopestyle                     | Gold    | Brandon Semenuk Canada                  |
| 23 | 14 juillet              | Fernie Dirt Jump Park,          | Canada             | Wam Bam Dirt Jam                                     | Bronze  | Paul Genovese Canada                    |
| 24 | 20 juillet - 21 juillet | Highland Mountain Bike Park     | États-Unis         | Claymore Challenge                                   | Gold    | Brandon Semenuk Canada                  |
| 25 | 25 juillet - 29 juillet | Winter Park Resort              | États-Unis         | Colorado Freeride Festival - Shimano Slopestyle 2012 | Gold    | Brandon Semenuk Canada                  |
| 26 | 28 juillet - 29 juillet | Pradelles                       | France             | The Hill Master                                      | Bronze  |                                         |
| 27 | 2 août                  | Mount Washington Bike Park      | Canada             | Bearclaw Invitational AM Comp                        | Bronze  |                                         |
| 28 | 2 août - 4 août         | Mount Washington Bike Park      | Canada             | Bearclaw Invitational                                | Gold    | Brandon Semenuk Canada                  |
| 29 | 4 août - 5 août         | Wagrain                         | Autriche           | Symphony Jam Session                                 | Bronze  |                                         |
| 30 | 17 août - 18 août       | Whistler (Colombie-Britannique) | Canada             | Red Bull Joyride at Crankworx Whistler               | Diamond | Thomas Genon Belgique                   |
| 31 | 25 août                 | Seeheim-Jugendheim              | Allemagne          | Treeline Dreck Attack                                | Bronze  | Jonas Bernd Allemagne                   |
| 32 | 26 août                 | Osijek                          | Croatie            | Pannonian Challenge                                  | Bronze  |                                         |
| 33 | 22 septembre            | Premià de Dalt                  | Espagne            | Happy Ride Weekend                                   | Bronze  | Antoine Bizet France                    |
| 34 | 5 octobre - 7 octobre   | Utah                            | États-Unis         | Red Bull Rampage                                     | Diamond | Kurt Sorge Canada                       |

### Podium saison 2012[45]
| N° | Rider             | Nationalité | Points     |
| -- | ----------------- | ----------- | ---------- |
| 1  | Brandon Semenuk   | Canada      | 4250 pt    |
| 2  | Martin Söderström | Suède       | 4217,5 pt  |
| 3  | Thomas Genon      | Belgique    | 3948,75 pt |
| 4  | Brett Rheeder     | Canada      | 3685,75 pt |
| 5  | Sam Pilgrim       | Royaume-Uni | 3523,75 pt |
| 6  | Yannick Granieri  | France      | 3469,85 pt |
| 7  | Anthony Messere   | Canada      | 3405,40 pt |
| 8  | Sam Reynolds      | Canada      | 3112,50 pt |
| 9  | Tyler McCaul      | États-Unis  | 3038,85 pt |
| 10 | Cameron McCaul    | États-Unis  | 2828,45 pt |

## Saison 2013

### Nouveautés de la saison 2013
Changement de continent pour la saison 2013 du Freeride Moutain Bike World Tour et cap sur l'Océanie. En effet, pour la première fois, des compétitions auront lieu hors des continent européens et nord-américains. L'ouverture de la compétition aura ainsi lieu du 18 au 20 janvier 2013 en Australie. Une seconde manche aura lieu en Nouvelle-Zélande le 28 mars. Ces deux compétitions sont classées en catégories silver.

### Calendrier et résultats saison 2013
| N° | Date                    | Lieu                            | Pays             | Compétition                                | Niveau  | Vainqueur                                                                                     |
| -- | ----------------------- | ------------------------------- | ---------------- | ------------------------------------------ | ------- | --------------------------------------------------------------------------------------------- |
| 1  | 18 janvier - 20 janvier | Wamervale                       | Australie        | Xup Australia's Freeride Festival          | Silver  | Annulé en raison de la météo                                                                  |
| 2  | 1er février             | Leogang                         | Autriche         | White style                                | Silver  | Pavel Alekhin Russie. Mais le résultat ne comptera pas pour le classement final de la saison. |
| 3  | 28 mars                 | Queenstown                      | Nouvelle-Zélande | Teva Slopestyle                            | Silver  | Sam Pilgrim Royaume-Uni                                                                       |
| 4  | 6 avril - 7 avril       | Vienne                          | Autriche         | Vienna Air King                            | Silver  | Brett Rheeder Canada                                                                          |
| 5  | 13 avril                | Thoune                          | Suisse           | Swatch Rocket Air Slopestyle               | Silver  | Sam Pilgrim Royaume-Uni                                                                       |
| 6  | 3 mai - 5 mai           | Riva del Garda                  | Italie           | King of Dirt                               | Bronze  | Thomas Genon Belgique                                                                         |
| 7  | 4 mai - 5 mai           | Soleure                         | Suisse           | Bikedays Solothurn                         | Bronze  | Sam Pilgrim Royaume-Uni                                                                       |
| 8  | 11 mai                  | Montpellier                     | France           | FISE                                       | Silver  | Sam Pilgrim Royaume-Uni                                                                       |
| 9  | 11 mai                  | Grand Junction (Colorado)       | États-Unis       | Ranchstyle                                 | Silver  | Mike Montgomery États-Unis                                                                    |
| 10 | 17 mai - 18 mai         | Winterberg                      | Allemagne        | SKS Slopestyle at iXS Dirtmasters          | Bronze  | Adrian Tell Norvège                                                                           |
| 11 | 19 mai                  | Winterberg                      | Allemagne        | Red Bull Berg Line at iXS Dirtmasters      | Gold    | Brett Rheeder Canada                                                                          |
| 12 | 25 mai                  | Kluszkowce                      | Pologne          | NS Bikes Slopestyle                        | Bronze  | Sam Pilgrim Royaume-Uni                                                                       |
| 13 | 8 juin                  | Gotheborg                       | Suède            | Adrenaline City Cup                        | Silver  | Martin Söderström Suède                                                                       |
| 14 | 15 juin                 | Katowice                        | Pologne          | Adidas Ride The Sky                        | Bronze  | Szymon Godziek Pologne                                                                        |
| 15 | 16 juin                 | Willingen                       | Allemagne        | King of Dirt                               | Bronze  | Annulé                                                                                        |
| 16 | 22 juin                 | Leogang                         | Autriche         | 26TRIX                                     | Gold    | Sam Pilgrim Royaume-Uni                                                                       |
| 17 | 23 juin                 | Victoria (Colombie-Britannique) | Canada           | Jump Ship                                  | Silver  | Annulé                                                                                        |
| 18 | 30 juin                 | Munich                          | Allemagne        | X Games Mountain Bike Slopestyle           | Diamond | Brett Rheeder Canada                                                                          |
| 19 | 6 juillet               | Saalbach                        | Autriche         | Air Strike at the DaKine Freeride Festival | Silver  | Sam Pilgrim Royaume-Uni                                                                       |
| 20 | 6 juillet               | Saalbach                        | Autriche         | Scott on Air                               | Silver  | Tomas Zejda Pologne                                                                           |
| 21 | 12 juillet - 13 juillet | Les Deux Alpes                  | France           | Crankworx Les 2 Alpes Slopestyle           | Gold    | Brandon Semenuk Canada                                                                        |
| 22 | 20 juillet              | Fernie                          | Canada           | Wam Bam Dirt Jam                           | Bronze  | Paul Genovese Canada                                                                          |
| 23 | 21 juillet              | Pradelles                       | France           | The Hill Master                            | Bronze  | Léo Delfour Barsacq France                                                                    |
| 24 | 27 juillet              | Winter Park Resort              | États-Unis       | Colorado Freeride Festival                 | Gold    | Martin Söderström Suède                                                                       |
| 25 | 3 août                  | Alfta                           | Suède            | SlopeFest                                  | Bronze  |                                                                                               |
| 26 | 11 août                 | Vigo                            | Espagne          | O'Marisquino                               | Silver  | Nicholi Rogatkin États-Unis                                                                   |
| 27 | 17 août                 | Whistler (Colombie-Britannique) | Canada           | Red Bull Joyride at Crankworx Whistler     | Diamond | Brandon Semenuk Canada                                                                        |
| 28 | 18 août                 | Osijek                          | Croatie          | Pannonian Challenge                        | Bronze  |                                                                                               |
| 29 | 24 août                 | Adventure Park Frisco Colorado  | États-Unis       | Outlaws of Dirt                            | Bronze  | Josh Hult États-Unis                                                                          |
| 30 | 25 août                 | Mount Washington Bike Park      | Canada           | Bearclaw Invitational                      | Gold    | Brandon Semenuk Canada                                                                        |
| 31 | 25 août                 | Balatonfüred                    | Hongrie          | Balaton Bike Fest                          | Bronze  |                                                                                               |
| 32 | 31 août                 | Silver Star Bike Park           | Canada           | Silver Style Jump Jam                      | Bronze  | Anthony Messere Canada                                                                        |
| 33 | 13 octobre              | Utah                            | États-Unis       | Red Bull Rampage                           | Diamond | Kyle Strait États-Unis                                                                        |

### Podium saison 2013[76]
| N° | Rider             | Nationalité      | Points     |
| -- | ----------------- | ---------------- | ---------- |
| 1  | Sam Pilgrim       | Royaume-Uni      | 4192,50 pt |
| 2  | Martin Söderström | Suède            | 3918,70 pt |
| 3  | Brett Rheeder     | Canada           | 3860,83 pt |
| 4  | Thomas Genon      | Belgique         | 3628,70 pt |
| 5  | Yannick Granieri  | France           | 3405,20 pt |
| 6  | Anton Thelander   | Suède            | 3305,50 pt |
| 7  | Cameron Zink      | États-Unis       | 3243,48 pt |
| 8  | Tyler McCaul      | États-Unis       | 3047 pt    |
| 9  | Kelly McGarry     | Nouvelle-Zélande | 2993,10 pt |
| 10 | Peter Henke       | Allemagne        | 2873,38 pt |

## Saison 2014

### Nouveautés de la saison 2014
La saison 2014 confirme l’expansion de la compétition partout dans le monde avec notamment un évènement prévu en Chine (Fise World China). D'autres nouveautés font leur apparition : tout d'abord la création des FMB Diamond Series - en cinq étapes - réservées au professionnels pour le titre de « FMB World Champion », ensuite l'ajout d'un classement des équipes (FMB Factory Team) et enfin le développement des « Amateur Cups » régionales.

### Calendrier et résultats saison 2014
| N° | Date              | Lieu                            | Pays             | Compétition                            | Niveau  | Vainqueur                         |
| -- | ----------------- | ------------------------------- | ---------------- | -------------------------------------- | ------- | --------------------------------- |
| 1  | 14 février        | Leogang                         | Autriche         | White style                            | Silver  | Antoine Bizet France              |
| 2  | 28 mars           | Stuttgart                       | Allemagne        | Hall of Dirt                           | Silver  | Thomas Genon Belgique             |
| 3  | 4 avril - 6 avril | Vienne                          | Autriche         | Vienna Air King                        | Silver  | Brett Rheeder Canada              |
| 4  | 5 avril           | Aptos Post Office               | États-Unis       | 831 Jump Contest                       | Bronze  | Reed Boggs États-Unis             |
| 5  | 12 avril          | Thoune                          | Suisse           | Swatch Rocket Air                      | Silver  | Thomas Genon Belgique             |
| 6  | 16 avril          | Queenstown                      | Nouvelle-Zélande | Queenstown Slopestyle                  | Bronze  | Conor MacFarlane Nouvelle-Zélande |
| 7  | 1er mai           | Przemysl                        | Pologne          | Bike Town Przemysl Festival            | Bronze  | Xavier Pasamonte Espagne          |
| 8  | 11 mai            | Solothurn                       | Suisse           | Bike Days                              | Bronze  | Matt Jones Royaume-Uni            |
| 9  | 1er juin          | Montpellier                     | France           | Fise World Montpellier                 | Gold    | Thomas Genon Belgique             |
| 10 | 6 juin            | Vail                            | États-Unis       | GoPro Summer Mountain Games            | Silver  | Garrett Robertson Canada          |
| 11 | 7 juin            | Homburg                         | Allemagne        | Kunterbunt Contest                     | Bronze  | Franck Paulin France              |
| 12 | 12 juin           | Leogang                         | Autriche         | 26 Trix                                | Gold    | Nicholi Rogatkin États-Unis       |
| 13 | 27 juin           | Montréal                        | Canada           | Mud Rocker                             | Bronze  | Matt MacDuff Canada               |
| 14 | 29 juin           | Vallnord                        | Andorre          | Fise World Andorra                     | Gold    | Thomas Genon Belgique             |
| 15 | 5 juillet         | Les Deux Alpes                  | France           | Crankworx Les 2 Alpes                  | Diamond | Anthony Messere Canada            |
| 16 | 13 juillet        | Dudelange                       | Luxembourg       | Dudelange on wheels                    | Bronze  |                                   |
| 17 | 12 juillet        | Silver Star Bike Park           | Canada           | Silver Style                           | Bronze  | Tom Van Steenbergen Canada        |
| 18 | 18 juillet        | Munich                          | Allemagne        | Swatch Prime Line Munich               | Gold    | Louis Reboul France               |
| 19 | 26 juillet        | Warnervale Federation Park      | Australie        | Xup Australias Freeride Festival       | Silver  | Annulé                            |
| 20 | 27 juillet        | Winter Park                     | États-Unis       | Colorado Freeride Festival             | Gold    | Brett Rheeder Canada              |
| 21 | 27 juillet        | Henstridge Somerset             | Royaume-Uni      | The DMR Dirt Wars                      | Bronze  | Tom Cardy Royaume-Uni             |
| 22 | 31 juillet        | Québec                          | Canada           | City 8                                 | Gold    | Brett Rheeder Canada              |
| 23 | 2 août            | Alfta Bike Park                 | Suède            | SlopeFest                              | Bronze  | Adrian Tell Norvège               |
| 24 | 2 août            | Leopallooza                     | Royaume-Uni      | Jack Gear Invitational                 | Bronze  | Sam Reynolds Royaume-Uni          |
| 25 | 9 août            | Vigo                            | Espagne          | O'Marisquino                           | Silver  | Nicholi Rogatkin États-Unis       |
| 26 | 9 août            | Bikepark Serfaus-Fiss-Ladis     | Autriche         | O'Neal Rookies Slopestyle              | Bronze  | Jannik Völk Allemagne             |
| 27 | 16 août           | Whistler (Colombie-Britannique) | Canada           | Red Bull Joyride at Crankworx Whistler | Diamond | Brandon Semenuk Canada            |
| 28 | 21 août           | Kazantip                        | Ukraine          | Z-Dirt Contest                         | Silver  | Annulé                            |
| 29 | 23 août           | Mount Washington Bike Park      | Canada           | Bearclaw Invitational                  | Diamond | Brett Rheeder Canada              |
| 30 | 30 août           | Fernie                          | Canada           | Wam Bam Dirt Jam                       | Bronze  | Bobby Lamirande Canada            |
| 31 | 6 septembre       | Nuremberg                       | Allemagne        | Red Bull District Ride                 | Diamond | Brandon Semenuk Canada            |
| 32 | 6 septembre       | Rossland                        | Canada           | Huck-en Berries Bike Jam               | Bronze  | Jeremy Weiss Canada               |
| 33 | 7 septembre       | Flixecourt                      | France           | Swamp Gravity                          | Bronze  | Freddy Pulman Royaume-Uni         |
| 34 | 14 septembre      | Balatonfüred                    | Hongrie          | Extreme Challenge                      | Bronze  | Annulé                            |
| 35 | 28 septembre      | Utah                            | États-Unis       | Red Bull Rampage                       | Diamond | Andreu Lacondeguy Espagne         |
| 36 | 26 octobre        | Chendgu                         | Chine            | Fise World China                       | Silver  | Daryl Brown Royaume-Uni           |

### Podium saison 2014[111]
| N° | Rider            | Nationalité | Points    |
| -- | ---------------- | ----------- | --------- |
| 1  | Brandon Semenuk  | Canada      | 4300 pt   |
| 2  | Brett Rheeder    | Canada      | 3808 pt   |
| 3  | Anthony Messere  | Canada      | 3240 pt   |
| 4  | Thomas Genon     | Belgique    | 2950 pt   |
| 5  | Szymon Godziek   | Pologne     | 2500 pt   |
| 6  | Nicholi Rogatkin | États-Unis  | 2343.6 pt |
| 7  | Yannick Granieri | France      | 2226.8 pt |
| 8  | Sam Reynolds     | Royaume-Uni | 2124 pt   |
| 9  | Logan Peat       | Canada      | 1748 pt   |
| 10 | Louis Reboul     | France      | 1710 pt   |

## Saison 2015

### Podium saison 2015[111]
| N° | Rider            | Nationalité | Points  |
| -- | ---------------- | ----------- | ------- |
| 1  | Thomas Genon     | Belgique    | 3956 pt |
| 2  | Brett Rheeder    | Canada      | 3632 pt |
| 3  | Nicholi Rogatkin | États-Unis  | 3188 pt |
| 4  | Logan Peat       | Canada      | 2544 pt |
| 5  | Sam Reynolds     | Royaume-Uni | 2412 pt |
| 6  | Tomas Zejda      | Tchéquie    | 2171 pt |
| 7  | Sam Pilgrim      | Royaume-Uni | 2168 pt |
| 8  | Tomas Lemoine    | France      | 1844 pt |
| 9  | Paul Genovese    | Canada      | 1742 pt |
| 10 | Louis Reboul     | France      | 1674 pt |

## Saison 2016

### Podium saison 2016[112]
| N° | Rider            | Nationalité | Points  |
| -- | ---------------- | ----------- | ------- |
| 1  | Nicholi Rogatkin | États-Unis  | 2810 pt |
| 2  | Max Fredriksson  | Suède       | 2702 pt |
| 3  | Brett Rheeder    | Canada      | 2680 pt |
| 4  | Thomas Genon     | Belgique    | 2472 pt |
| 5  | Tomas Lemoine    | France      | 1976 pt |
| 6  | Mehdi Gani       | France      | 1874 pt |
| 7  | Emil Johansson   | Suède       | 1776 pt |
| 8  | Logan Peat       | Canada      | 1756 pt |
| 9  | Anthony Messere  | Canada      | 1728 pt |
| 10 | Szymon Godziek   | Pologne     | 1536 pt |

## Saison 2017

### Podium saison 2017[113]
| N° | Rider            | Nationalité | Points  |
| -- | ---------------- | ----------- | ------- |
| 1  | Emil Johansson   | Suède       | 4000 pt |
| 2  | Nicholi Rogatkin | États-Unis  | 3826 pt |
| 3  | Szymon Godziek   | Pologne     | 3232 pt |
| 4  | Ryan Nyquist     | États-Unis  | 2908 pt |
| 5  | Brett Rheeder    | Canada      | 2834 pt |
| 6  | Diego Caverzasi  | Italie      | 2780 pt |
| 7  | Tomas Lemoine    | France      | 2704 pt |
| 8  | Torquato Testa   | Italie      | 2504 pt |
| 9  | Thomas Genon     | Belgique    | 2432 pt |
| 10 | Anthony Messere  | Canada      | 2384 pt |

## Saison 2018

### Nouveautés de la saison 2018
Le Crankworx World Tour et la Freeride Mountain Bike Association (FMBA) se lancent à l'unisson dans la saison 2018. À partir de cette année, une série d’événements de VTT slopestyle de niveau élite seront organisés.
Le "Crankworx FMBA Slopestyle World Championship" (SWC) remplacera la série FMB Diamond et le circuit mondial de slopestyle des Crankworx.
La Freeride Mountain Bike Association continuera à gérer le FMB World Tour, avec un système de classification des événements comprenant des épreuves de niveau Bronze, Argent, Or et Diamant. Elle produira en outre le Classement Mondial FMB à travers lequel les jeunes talents pourront se révéler et progresser jusqu'à la SWC. Afin de permettre aux coureurs de franchir le pas, la FMBA a revu le système de points pour les épreuves Gold et Silver, attribuant ainsi plus de points lors de ces concours.
Plus de 200 000 $ US seront attribués durant la saison du Championnat du monde de slopestyle FMB des Crankworx et le champion du monde de slopestyle sera sacré à la fin de la saison lors du Red Bull Joyride de Whistler, au Canada. Pour autant, le concept "Triple Crown of Slopestyle" se perpétue et les Crankworx continueront d'offrir un prix supplémentaire de 25 000 $ à tout athlète qui pourra gagner trois des quatre compétitions des Crankworx Slopestyle en une saison.
14 places seront désormais disponibles pour les épreuves de SWC. Les six meilleurs riders du classement SWC de l'année précédente sont qualifiés automatiquement pour tous les événements SWC. Cette année, les six meilleurs pilotes de la série FMB Diamond Series de l'an dernier sont également qualifiés automatiquement pour la première saison de SWC. Ces six athlètes pré-qualifiés seront rejoints par les six meilleurs pilotes du classement mondial FMB des six semaines précédant un événement SWC. Les deux dernières places seront attribuées aux équipes FMB Wildcard qui peuvent gagner leur place sur la liste de départ en participant aux compétitions FMB Gold qui auront lieu avant un événement SWC. En outre, les gagnants du Red Bull Joyride, l'ultime événement de Slopestyle, gagneront un ticket de participation à vie aux événements de SWC.

### Podium saison 2018[115]
| N° | Rider            | Nationalité | Points  |
| -- | ---------------- | ----------- | ------- |
| 1  | Brett Rheeder    | Canada      | 3700 pt |
| 2  | Nicholi Rogatkin | États-Unis  | 3656 pt |
| 3  | Erik Fedko       | Allemagne   | 2666 pt |
| 4  | Tomas Lemoine    | France      | 2636 pt |
| 5  | Thomas Genon     | Belgique    | 2460 pt |
| 6  | Diego Caverzasi  | Italie      | 2362 pt |
| 7  | Ryan Nyquist     | États-Unis  | 1748 pt |
| 8  | Anthony Messere  | Canada      | 1700 pt |
| 9  | Matt Jones       | Royaume-Uni | 1664 pt |
| 10 | Jakub Vencl      | Tchéquie    | 1608 pt |

## Saison 2019

### Podium saison 2019[116]
| N° | Rider            | Nationalité | Points  |
| -- | ---------------- | ----------- | ------- |
| 1  | Brett Rheeder    | Canada      | 2900 pt |
| 2  | Tomas Lemoine    | France      | 2032 pt |
| 3  | Torquato Testa   | Italie      | 1920 pt |
| 4  | Emil Johansson   | Suède       | 1900 pt |
| 5  | Erik Fedko       | Allemagne   | 1760 pt |
| 6  | Dawid Godziek    | Pologne     | 1600 pt |
| 7  | Alex Alanko      | Suède       | 1560 pt |
| 8  | Nicholi Rogatkin | États-Unis  | 1522 pt |
| 9  | Lukas Knopf      | Allemagne   | 1450 pt |
| 10 | Diego Caverzasi  | Italie      | 1314 pt |
| 11 | Jakub Vencl      | Tchéquie    | 1296 pt |
| 12 | Anthony Messere  | Canada      | 1112 pt |
| 13 | Paul Couderc     | France      | 1046 pt |
| 14 | Lucas Huppert    | Suisse      | 1024 pt |
| 15 | Max Fredriksson  | Suède       | 822 pt  |

## Saison 2020
La saison 2020 est grandement perturbée par la pandémie de Covid-19 avec l'annulation ou le report de la majorité des événements.
Après un Crankworx Rotorua très réussi comme première étape de la saison SWC 2020, et une victoire haut la main du suédois Emil Johansson, le SWC a dû revoir son agenda. Les Crankworx Innsbruck, qui devait avoir lieu au cours de la 2ème semaine de juin, ont été reportés au début du mois d'octobre. Les Crankworx Whistler quant à eux sont tout simplement annulés cette année.
Le système de classement mondial FMB fonctionne sur un calendrier de 52 semaines, ce qui signifie qu’après 52 semaines, les scores des épreuves plus anciennes sont supprimés de l’aperçu des points des coureurs. En raison de la nature extraordinaire de la situation Covid-19, le FMB World Tour a décidé de renoncer à cette réinitialisation automatique des points. Dans ce cas, les résultats des coureurs de 2019, à partir du 1er avril 2019, seront inclus dans le classement afin d'éviter aux athlètes de perdre leur place dans le classement FMB World Tour. Tous les résultats des événements au cours de cette période seront comptés en plus de la période de 52 semaines en cours. Si la période régulière de 52 semaines et la période d'inclusion se chevauchent, les résultats respectifs de la compétition ne seront pas comptés deux fois, mais seul le résultat actuel sera pris en compte. Les athlètes qui ont actuellement le statut gelé/blessé resteront gelés jusqu'à ce qu'ils recommencent à concourir et que les mécanismes de blessure courants s'appliquent.

## Palmarès
- Brandon Semenuk :  2010,  2011,  2012,  2014
- Brett Rheeder :  2013,  2014,  2015,  2016,  2018,  2019
- Nicholi Rogatkin :  2015,  2016,  2017,  2018
- Thomas Genon :  2012,  2015
- Cameron Zink :  2010,  2011
- Sam Pilgrim :  2011,  2013
- Emil Johansson :   2017
- Tomas Lemoine :   2019
- Martin Söderström:  2012,  2013
- Max Fredriksson :   2016
- Torquato Testa :  2019
- Erik Fedko :  2018
- Szymon Godziek :  2017
- Anthony Messere :  2014
- Darren Berrecloth :  2010